# Yadegar Asisi
Yadegar Asisi (eredetileg Yadegar Asisi Namini) (Bécs, 1955. április 8.–) osztrák építész, képzőművész; a világ leghatalmasabb panorámaképeinek alkotója. Panorámáinak témáját többnyire történelmi városképek (többek közt az ókori Róma és Pergamon, a középkori Rouen és Wittenberg, a barokk Drezda, az 1980-as évekbeli Berlin) vagy a természet szépsége (amazóniai esőerdő, a Nagy-korallzátony vagy a Mount Everest) adják. Németországban Lipcsében, Drezdában, Berlinben, Wittenbergben és Pforzheimban, Franciaországban pedig Rouenban tekinthetőek meg.
Minden panorámája nagyméretű, a legnagyobb több mint 100 méter hosszú és körülbelül 30 méter magas. Egy kb. 3000 négyzetméteres kép 750 kilogrammot nyom, anyaga poliészter. A panorámaképet fény- és hanghatások egészítik ki, melyek a napszakok, esetleg az időjárás változását érzékeltetik, vagy a történelmi hangulatot teremtik meg; az aláfestő zenét Eric Babak komponálta. A panorámák melletti helyiségben látható kísérő kiállítás történelmi kontextusba helyezi a látványt.

## Élete
Perzsa szülők gyermekeként született. Apja egyike volt a húsz kommunista tisztnek, akiket a perzsa sah kivégeztetett. Asisinek öt testvére van; unokaöccse Alexander Asisi író. Gyermekkorát és iskolás éveit Halle an der Saaléban és Lipcsében töltötte. 1973 és 1978 között építészmérnöknek tanult a Drezdai Műszaki Egyetemen. 1978 és 1984 között a Berlini Művészeti Főiskolán festészetet tanult, majd 1987-től 1994-ig ugyanitt perspektivikus ábrázolást tanított. 1991-től az építészet vendégtanára volt szintén itt, 1996-tól 2008-ig pedig a berlini egyetem építészeti karán tanított.
Miután építészeti irodájával, a Brandt-Asisi-Böttcherrel több díjat nyert városépítészet terén, 1989-ben megkapta a Mies van der Rohe-díjat is a berlini  M-Bahn végállomásának tervéért. Az 1990-es évek elején a panorámakiállítások felé fordult. 2003 óta a világ legnagyobb panorámaképeit alkotja.
Asisi műterme Berlin-Kreuzbergben található.

## A kiállítási terek

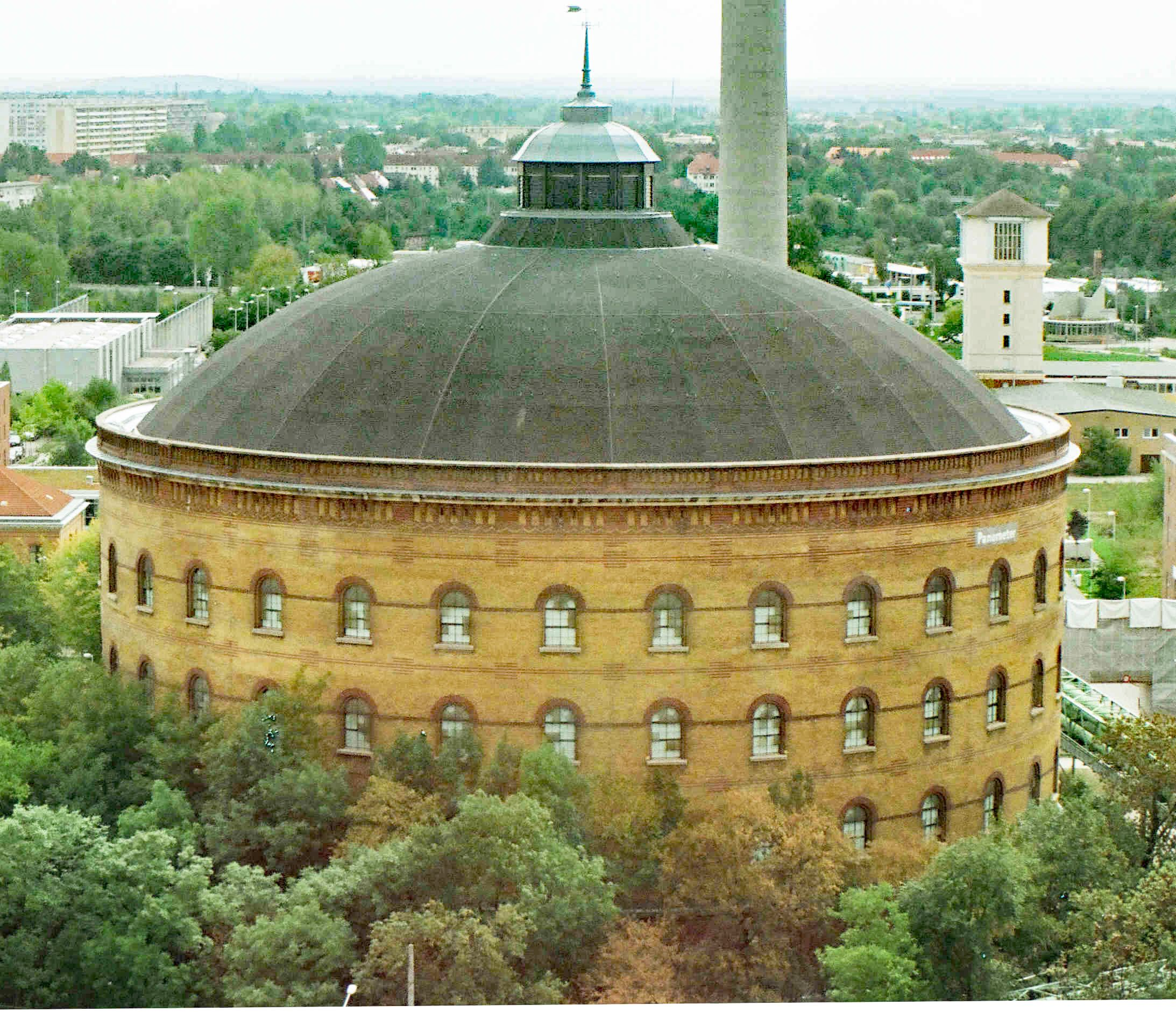
A lipcsei Panometer

Asisi hatalmas panorámái a 19. századi nagy panorámák hagyományát folytatják. Ő alkotta a „panométer” szót a panoráma és a gazométer (gáztartály) szavakból, mert panorámáit óriási, használaton kívüli gazométerekben mutatja be. Első köztük a lipcsei Panometer Leipzig volt, ahol 2003 óta több panorámáját is kiállította, legelsőként a 8848Everest360° címűt, melyet 2003-tól 2005 elejéig körülbelül 450 000-en láttak. Drezdai kiállítóhelye, a Panometer Dresden 2006-ban nyílt meg. Emellett állított ki panorámákat Berlinben (a Pergamonmuseum udvarában lévő rotundában, valamint a Checkpoint Charlie-nál), Pforzheim gazométerében (Gasometer Pforzheim) és Franciaországban, a roueni Panorama XXL-ben.
A kiállítási terek és az eddig ott bemutatott panorámák (dőlttel a jelenleg vagy rendszeres időközönként láthatóak):
- Panometer Leipzig: 8848Everest360° (2003–05, 2012 első fele, 2013 első fele), Róma 312 (2005–09), Amazónia (2009-13), Lipcse 1813 (2013–15), A Nagy-korallzátony (2015–17), Titanic (2017–19), Carola kertje (2019–2021), New York 9/11 (2021–)
- Panometer Dresden: Róma 312 (2011–12), Drezda, 1756 / A barokk Drezda (2006–11, 2012–14, 2015-től minden év második felében), Drezda 1945 (2015-től minden év első felében)
- Gasometer Pforzheim: Róma 312 (2014-18), Nagy-korallzátony
- Berlin, a Pergamonmuseum udvara: Pergamon (állandó kiállítás, 2011–12, 2018–)
- Berlin, a Checkpoint Charlie közelében: A fal (állandó kiállítás)
- Rouen, Panorama XXL: Róma 312, Amazónia (2015–16), Rouen 1431, A Nagy-korallzátony (2018–19), Amazónia (2019 februárjától), Titanic, Monet katedrálisa (2020 júliusától)
- Wittenberg360: Luther 1517 (2017–)
- Hannoveri állatkert: Amazónia (2017–20)

## A panorámák
8848Everest360° (2003)

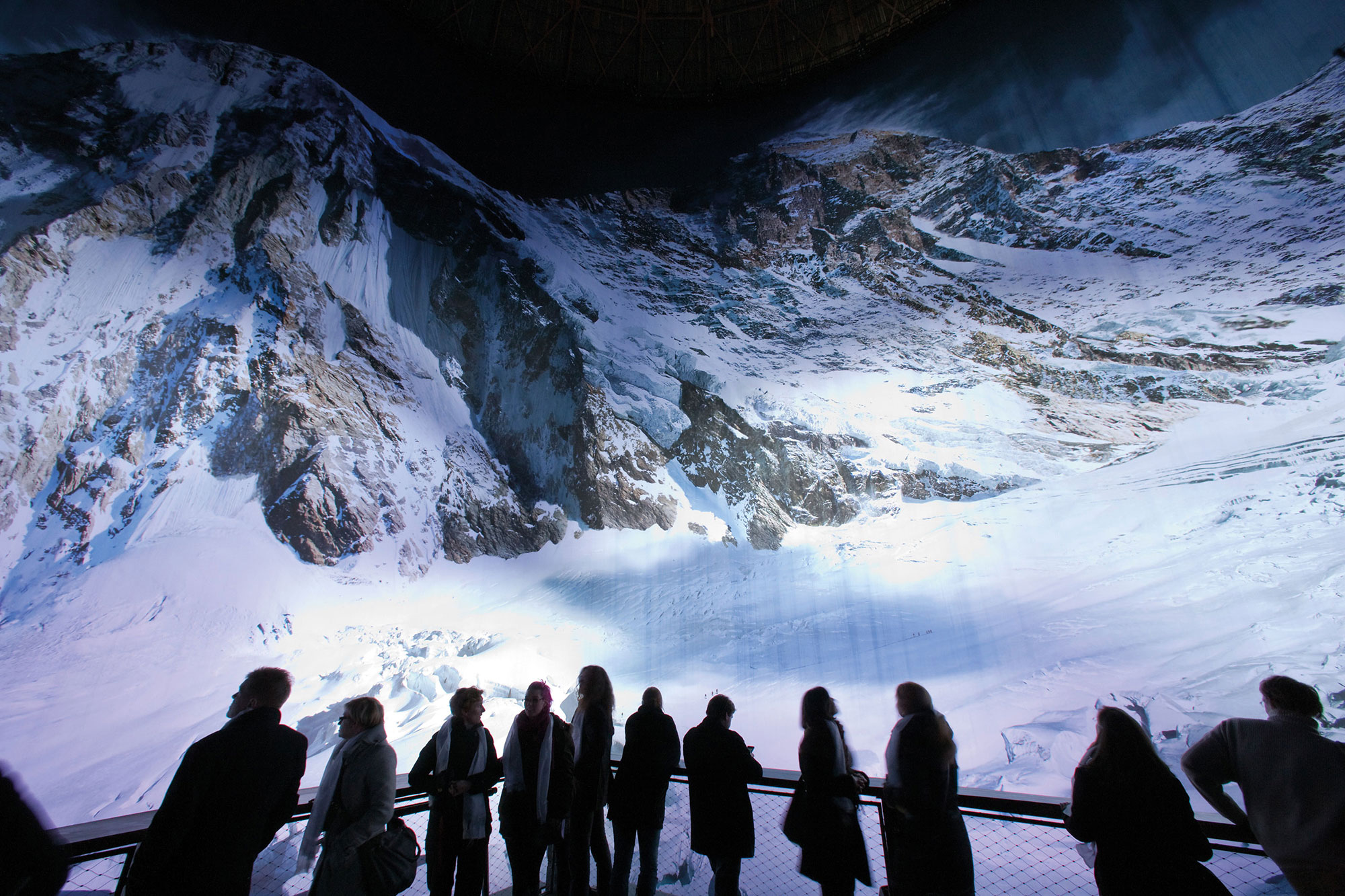
Az Everest

Asisi első panorámája, melyet a lipcsei Panometer Leipzigben mutattak be 2003-ban, a Himalája csúcsait mutatja be; a 6000 méter magasban fekvő utolsó alaptáborból látjuk a Mount Everestet és más, nyolcezer méternél magasabb hegycsúcsokat a közelben. A panoráma 2003-tól 2005-ig volt megtekinthető a lipcsei Panometerben, ahol 2012-ben és 2013-ban ismét kiállították. Jelenleg (2019) nincs kiállítva.
Róma 312 (2005)

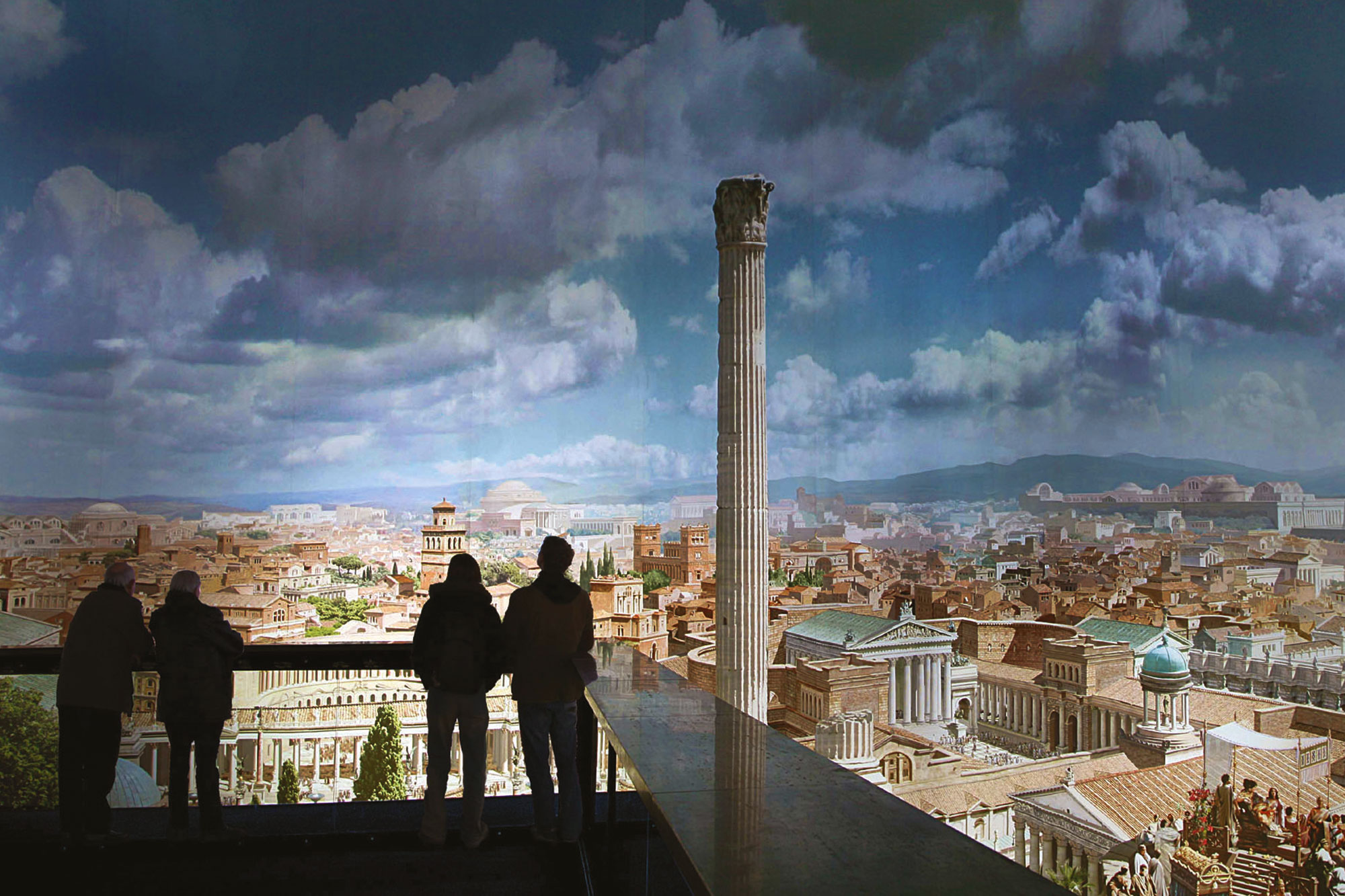
Róma 312-ben

A Róma 312 (Rom 312) című panorámakép az I. Constantinus római császár korabeli Rómát mutatja be i. sz. 312-ben, abban az évben, amikor a császár győzött a Milvius-hídi csatában, és államvallássá tette birodalmában a kereszténységet. Asisi munkájának modelljéül Bühlmann és Wagner 1888-ban  Münchenben bemutatott panorámaképe szolgált, amely ugyanebben az időszakban ábrázolja az ókori várost. Asisi panorámája méreteinek köszönhetően jobban képes érzékeltetni a mélységet és magasságot, mint a korábbi művek, a kép élethűségéhez hozzájárul a magasan lévő horizont és a 15 méter magas emelvény, amelyről a panoráma megtekinthető.
A panorámát Lipcsében mutatták be 2005-ben, itt 2009-ig volt megtekinthető. A művész azóta többször átdolgozta. 2011-12-ben a Panometer Dresden mutatta be, majd 2014 decemberétől 2015 szeptemberéig Rouenban, a Panorama XXL-ben volt látható. 2014-től 2018 novemberéig a baden-württembergi Pforzheim városában lévő Gasometer Pforzheimban (a várost az 1. században rómaiak alapították Portus néven) volt megtekinthető. A kísérő kiállítás része Konstantin császár szobrának képe, amely bizonyos szögből nézve 3D-hatást kelt.
A barokk Drezda (2006)

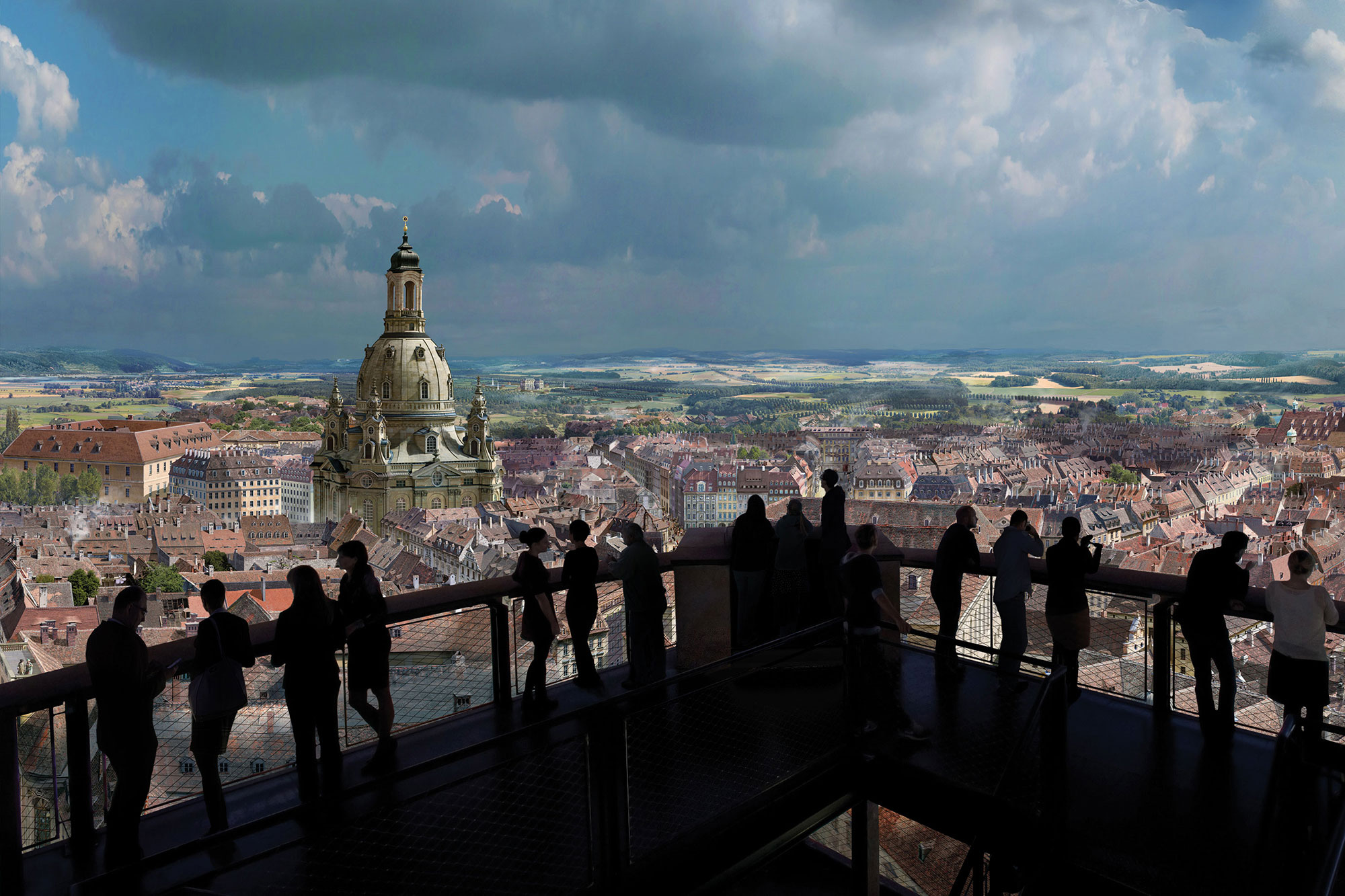
A barokk Drezda

A barokk Drezda (Dresden im Barock) című panorámát 2006-ban mutatták be a drezdai Panometerben, 1756 Dresden néven. Az „Elba-parti Firenze” néven ismert város panorámáját Canaletto vedutái ihlették. A látogató a Hofkirche tornyából nézhet le az Elba völgyére, az óvárosra és az Elbán túl fekvő újvárosra; a várost 1697 és 1763 közti állapotában látja, abban az időszakban, amikor az itt uralkodó szász választófejedelmek Lengyelország királyai is voltak. A kísérő kiállítás a drezdai barokk stílust és történetét mutatja be.
A panoráma 2006-tól 2011-ig, majd egy átdolgozás után 2012-től 2014-ig volt megtekinthető a drezdai Panometerben Drezda, 1756 címmel. 2015-től minden év júniusától a következő év januárjáig látható A barokk Drezda címen ugyanitt, féléves váltásban a Drezda, 1945 panorámával.
Amazónia (2009)

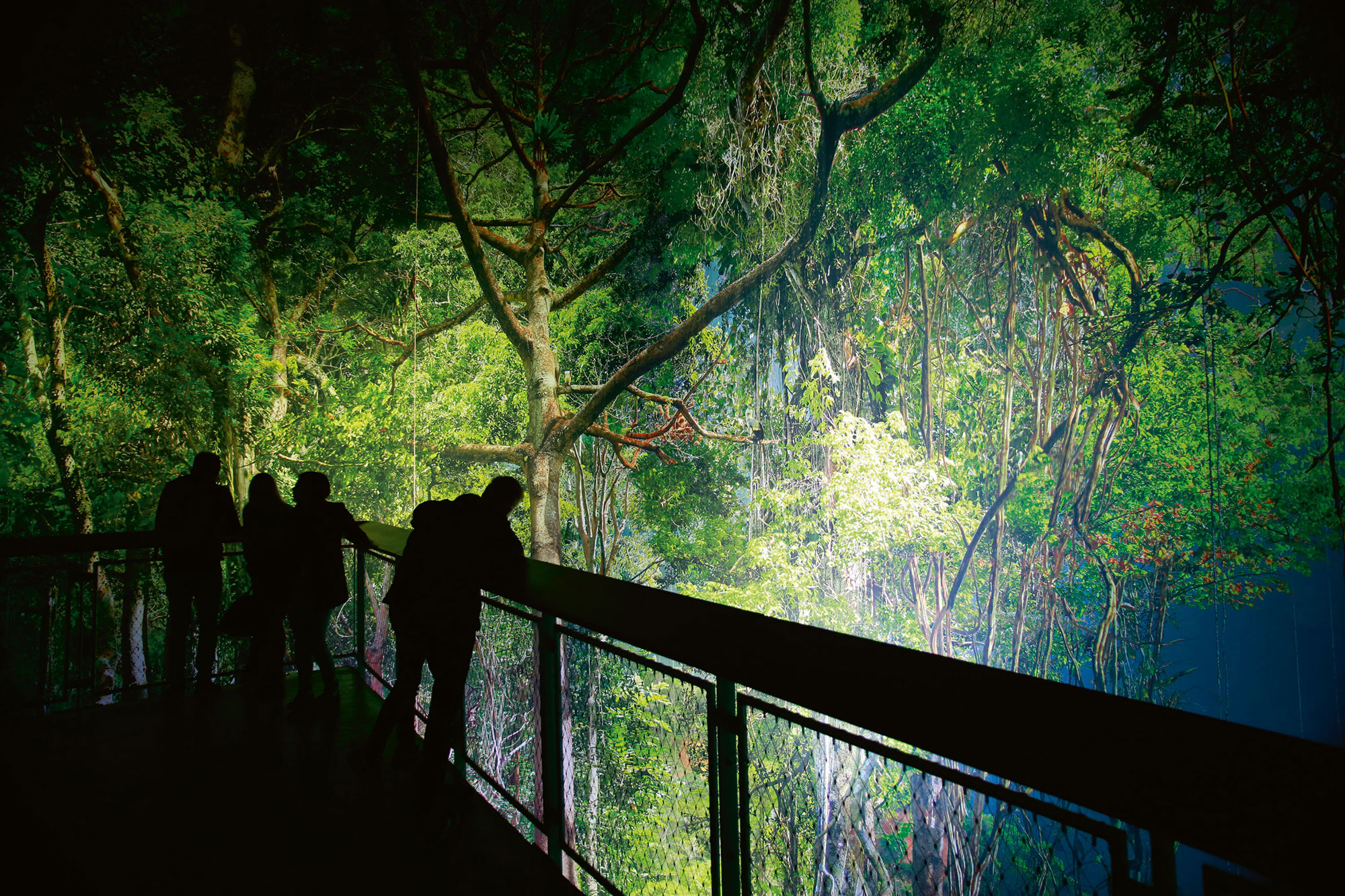
Amazónia

Az Amazónia (Amazonien) című panoráma a dél-amerikai esőerdőt mutatja be, felülete több mint 3200 négyzetméter. A látogató egy teljes napot és éjszakát átélhet a dzsungelben, valamint egy tipikus trópusi vihart is. A panorámát az Amazonas-medence növény- és állatvilágát bemutató kiállítás egészíti ki, többek közt Alexander von Humboldt tevékenységének bemutatásával és egy szúnyog óriási modelljével. A panoráma a lipcsei Panometerben volt megtekinthető 2009-2012-ig, majd ugyanitt 2012-13-ban, utána a roueni Panorama XXL-ben, 2015-16-ban. 2017 őszétől a hannoveri állatkertben tekinthető meg.
Pergamon – Az ókori metropolisz panorámája (2011)

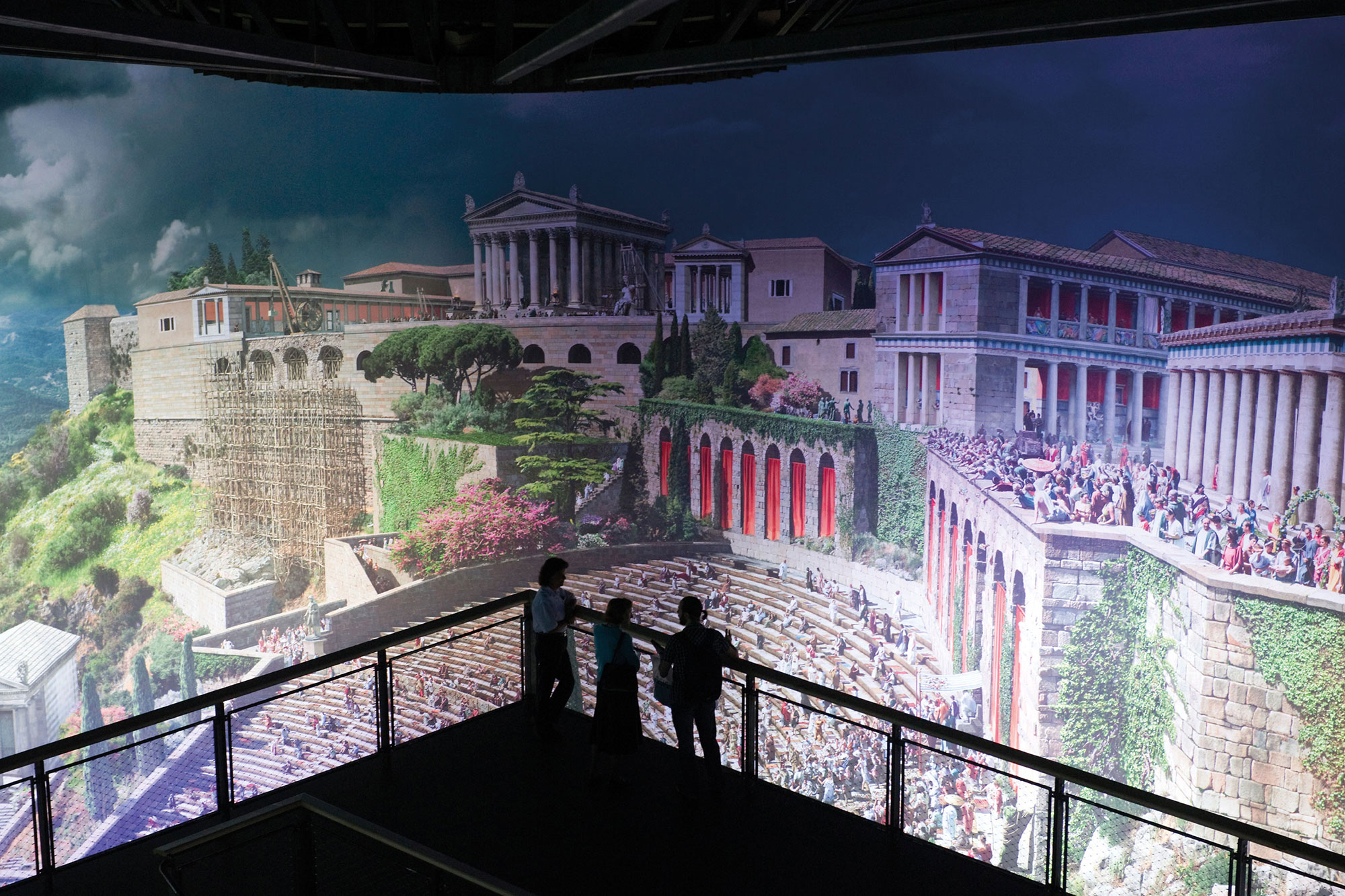
Pergamon

Az ókori Pergamont ábrázoló panoráma (Pergamon – Panorama der antiken Metropole) a berlini Múzeum-szigeten található Pergamonmuseum leghíresebb kiállítási tárgya, a pergamon-oltár városát mutatja be az ókorban. Ez Asisi második, ókor témájú panorámája. A panorámát 2011-ben mutatták be a múzeum udvarán felállított épületben, a Staatliche Museen zu Berlinnel együttműködésben. A kép Hadrianus római császár uralkodása alatt ábrázolja a várost és épületeit, köztük a pergamoni oltárt eredeti környezetében, mellette több más leletet is, melyek némelyikét ekkor állították ki először. A nappalok és az éjszakák ennél a panorámánál is váltakoznak.
A panoráma 2011 októberétől 2012 szeptemberéig volt megtekinthető Berlinben, jelenleg nincs kiállítva. A Pergamonmuseum jelenleg zajló felújítását követően 2018 nyarára tervezték újabb kiállítását, végül azonban november 17-re csúszott a megnyitó. 2016-ban a New York-i Metropolitan Művészeti Múzeumban egy videoinstalláción volt látható.
A fal (2012)

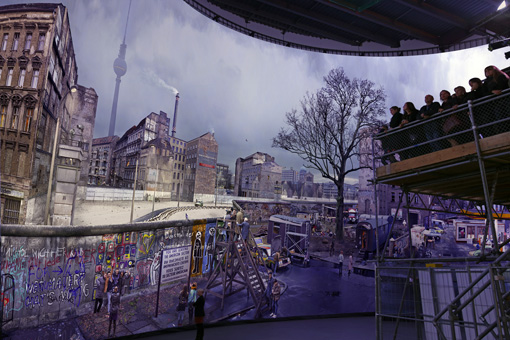
A fal

A fal (Die Mauer) 2012 szeptember 22-e óta látható állandó kiállítás Berlinben, az egykori, legendás Checkpoint Charlie-nál, egy külön erre a célra emelt épületben. A látogató egy, a nyugat-berlini Kreuzberg városrészben lévő Sebastianstrassén álló épületből láthatja a falat, előtte a nyugati terület egy részét, valamint a falon túl a keletnémet oldalon lévő Mitte városrészt az 1980-as évek egy szürke novemberi napján. A megosztott város nyugati felén élénk élet zajlik, a keletit komornak és kihaltnak ábrázolja, a háttérben félhomályba burkolózik az Alexanderplatz híres tévétornya. Érdekesség, hogy Yadegar Asisi 1986-ban maga is festett a falra (melynek nyugati oldala szabadon megközelíthető volt és számos graffiti született rajta); a fal által takart kelet-berlini városrészen álló Szent Mihály-templomot és környékét festette rá, ezzel mintegy „eltüntetve” a falat. A panorámakép Asisi legszemélyesebb panorámája.

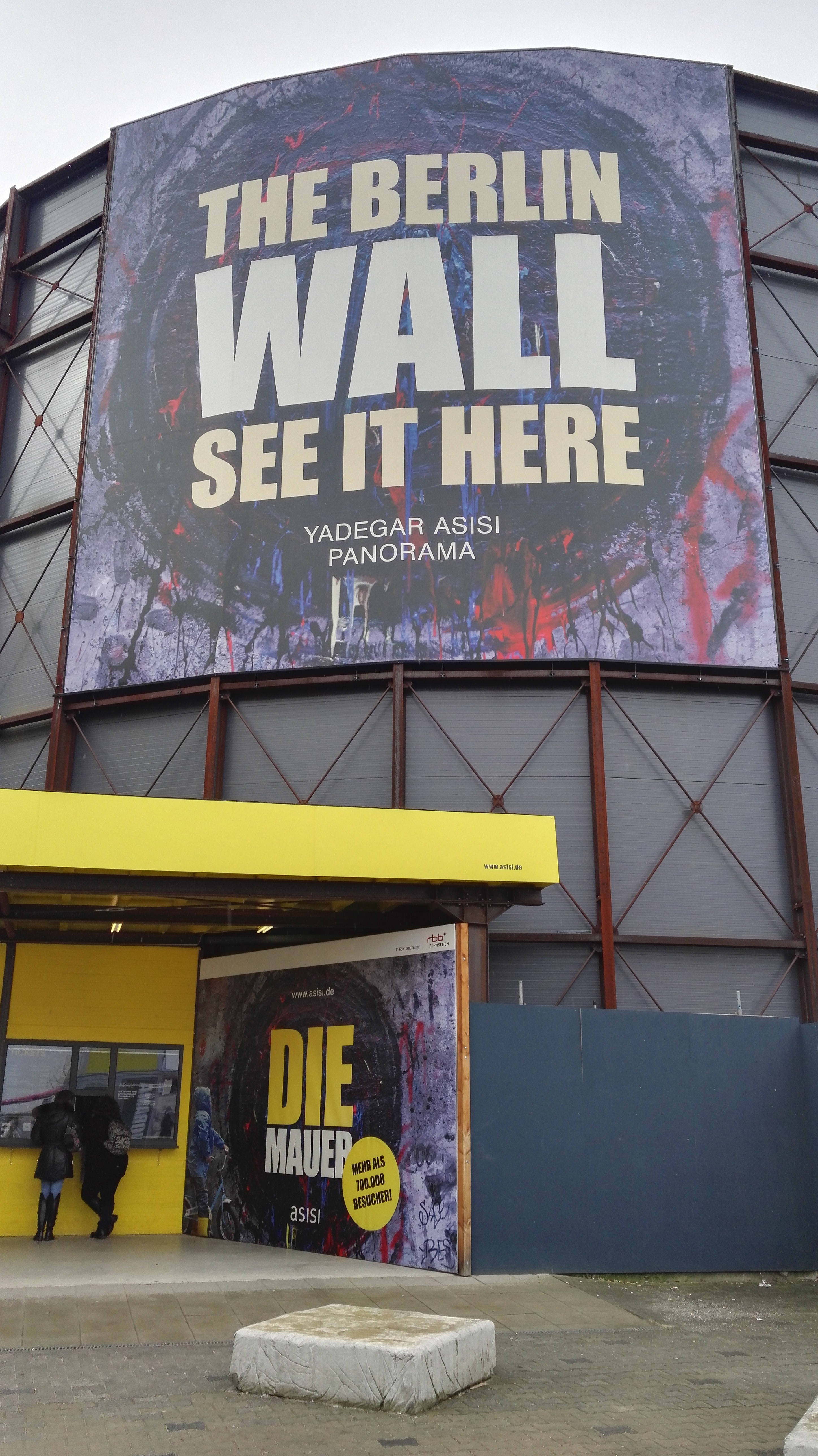
Bejárat a panorámához

A panoráma megtekintése közben eredeti idézetek hallhatóak hangfelvételről, köztük Ernst Reuter nyugat-berlini polgármester beszéde, melyben a szovjet diktatúra ellen szólal fel (1948); Walter Ulbricht keletnémet főtitkár kijelentése, mely szerint „senki nem tervez falat építeni” (1961 június), illetve Ulbricht köszönetnyilvánítása az építőknek a fal felépítése után (1961 december); John F. Kennedy amerikai elnök híres Ich bin ein Berliner-beszéde (1963); Heinz Hoffmann keletnémet hadügyminiszter kijelentése, melyben utasította a határőröket, hogy lőjenek a menekülőkre (1966); valamint Erich Honecker keletnémet főtitkár kijelentése, mely szerint a fal „ötven és száz év múlva is állni fog” (1989 január, kevesebb mint egy évvel a fal leomlása előtt).
Az életnagyságú panorámakép 60 méter hosszú és 15 méter magas, felülete 900 m², teljes súlya kb. 300 kg, anyaga nyomtatott poliészter. A látogatók emelvénye 4 m magas. A több mint 100 fényképből álló kísérő kiállítás bemutatja a berlini fal létrejöttét, fennállásának éveit és végül lerombolását.

Lipcse, 1813 (2013)
A Lipcse, 1813 – A népek csatájának zűrzavarában (Leipzig 1813 – In den Wirren der Völkerschlacht) a lipcsei népek csatája 200. évfordulójára készült el, a jubileumi ünnepségek részeként. A 3500 m² területű, életnagyságú panoráma, a világ legnagyobb panorámaképe olyannak látja a várost, amilyen közvetlenül az 1813. október 19-én lezajlott csata után volt. A látogató a lipcsei Tamás-templom tetejéről lát rá a városra; a templom ekkoriban Lipcse nyugati határán állt és remek kilátás nyílt róla a belvárosra, valamint a várost környező vidékre is, ahol a legvéresebb összecsapások zajlottak. A képen a város építményei még viszonylag épek, de az utcákat már ellepték a környező kiégett falvakból menekülők, a győztes sereg pedig vonul befelé. A kísérőzenét hangeffektusok és Heinrich Heine Idegenben (In der Fremde) című verse egészítik ki. A kísérő kiállítás Lipcsét mutatja be a csata előtti estén.
Asisi 2009-ben kezdett dolgozni a panorámán, melynek készítése során négy fotózásra is sor került, amikor korabeli ruhákba öltözött statisztákat fényképeztek a panorámához. „Lipcsében nőttem fel, így a népek csatája az emlékmű formájában jelen volt ugyan, maguk a tényleges események azonban nem. Sokáig nem igazán jelentett nekem semmit, míg fel nem tettem magamnak a kérdést, hogy milyen volt Lipcse 1813-ban, és mit jelentett a csata a város számára. Arra az eredményre jutottam, hogy az európai történelemnek ezt az eseményét Lipcse és lakói szemszögéből szeretném bemutatni. Semmilyen körülmények közt nem akartam háborús panorámát alkotni. Ami azt illeti, sokkal inkább háborúellenes panoráma lett.”
Az előkészületek során Asisi találkozott Sabine Ebert írónővel, aki 1813 – Kriegsfeuer („1813 – A háború tüze”) című regényén dolgozott; a regényben szerepelnek jelenetek, melyeket a panoráma is ábrázol, a panorámában pedig szerepel az írónő alakja olyan ruhában, amilyet egyik szereplője visel a könyvborítón.
A panoráma 2013. augusztus 3-tól 2015-ig volt megtekinthető a lipcsei Panometerben, jelenleg nincs kiállítva.
Drezda, 1945 (2015)

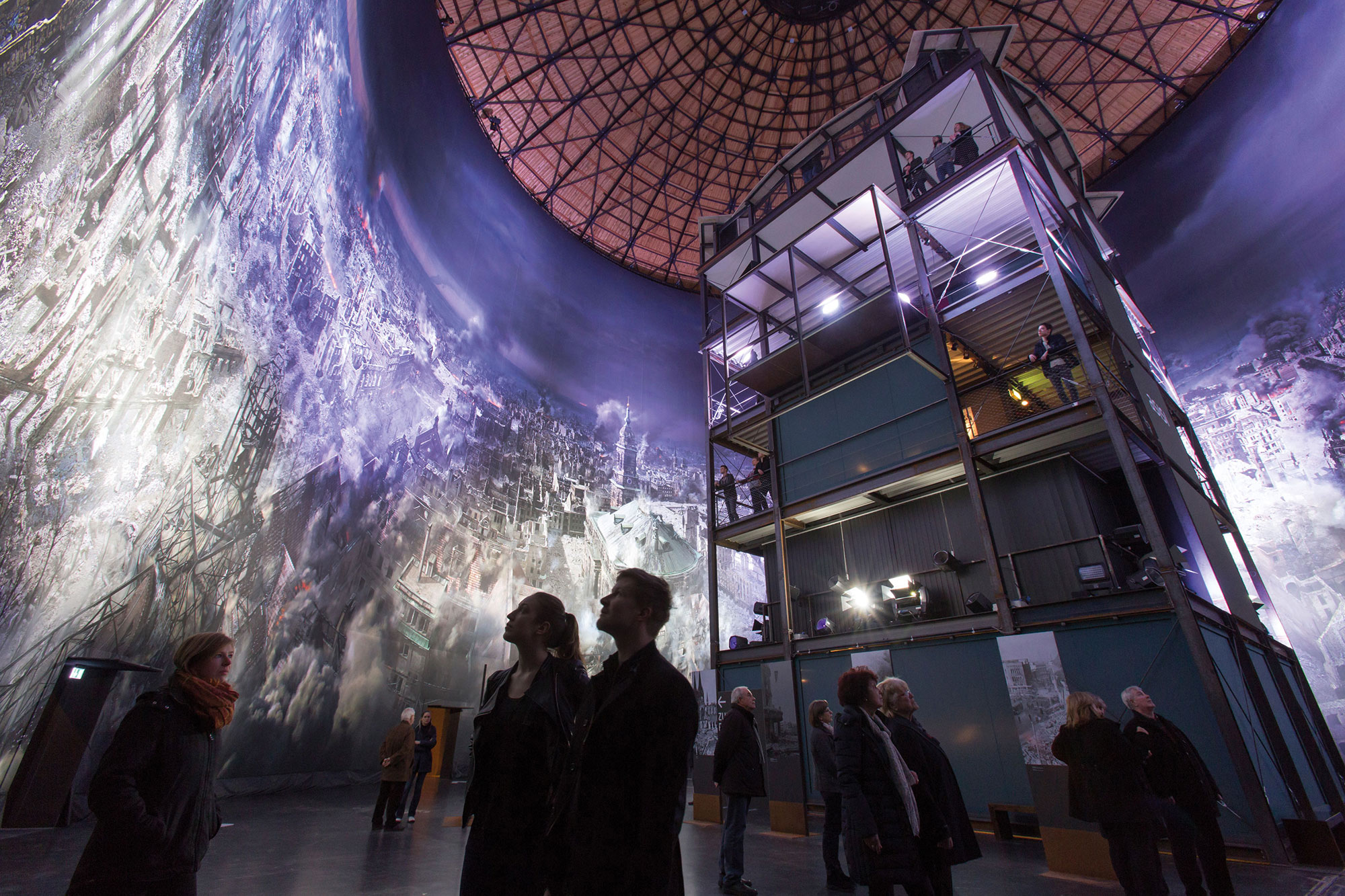
Drezda 1945-ben

A Drezdát az 1945-ös bombázás után bemutató panoráma (Dresden 1945) látogatója abból a szögből látja a romokban heverő várost – köztük a Zwinger, a királyi palota, a Frauenkirche épületét –, ahonnan az óváros szélén álló városháza tornyából látta volna 1945. február 15-e délutánján. A kísérő kiállítás a város 1900 és 1945 közti történetét, a nácik hatalomra jutását és ennek következményeit mutatja be, egészen a történelmi város pusztulásáig. A panoráma a város bombázásának 70. évfordulója alkalmából hirdetett emlékévre készült el, a megemlékezés fénypontjaként, és négy hónap alatt közel 165 000 látogató tekintette meg.
A panoráma 2015 óta látható a Panometer Dresdenben, minden év januárjától júniusig, féléves váltásban A barokk Drezda panorámával.
A Nagy-korallzátony (2015)

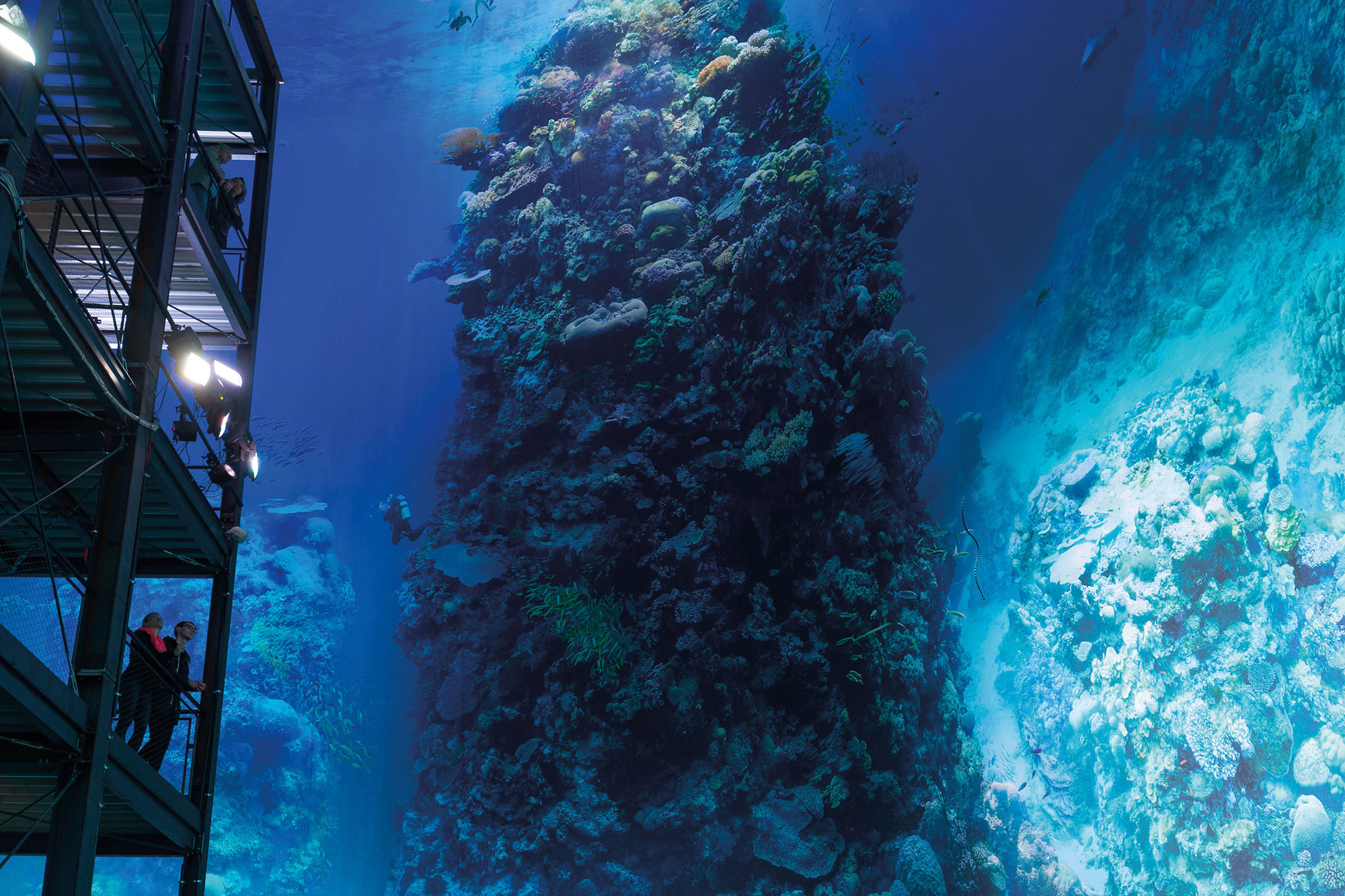
A Nagy-korallzátony

A Nagy-korallzátony (Great Barrier Reef) körülbelül 3500 négyzetméteres felületen mutatja be a Nagy-korallzátony tenger alatti világát, a nappal és az éjszaka változásával. A művész a korallzátony pusztulására kívánja felhívni vele a figyelmet. A panoráma a lipcsei Panometerben volt megtekinthető 2015-től 2017 januárjáig, majd 2017 szeptemberétől 2018 júniusáig Rouenban állították ki. 2018. november 17-étől Pforzheimban látható.
Rouen 1431 (2016)
A Rouen városát 1431-ben bemutató panoráma látogatói Jeanne d’Arc nyomában járva ismerhetik meg a késő gótikus települést, nappal és éjjel. A panoráma 2016-tól 2017 szeptemberéig volt látható a roueni Panorama XXL kiállítóépületben, majd rövid időre a Nagy-korallzátony váltotta; 2018 júniusában nyílt újra Rouenben, de jelenleg nincs kiállítva. Kísérőkiállítása Rouen városát és a százéves háborút mutatta be.
Luther 1517 (2016)

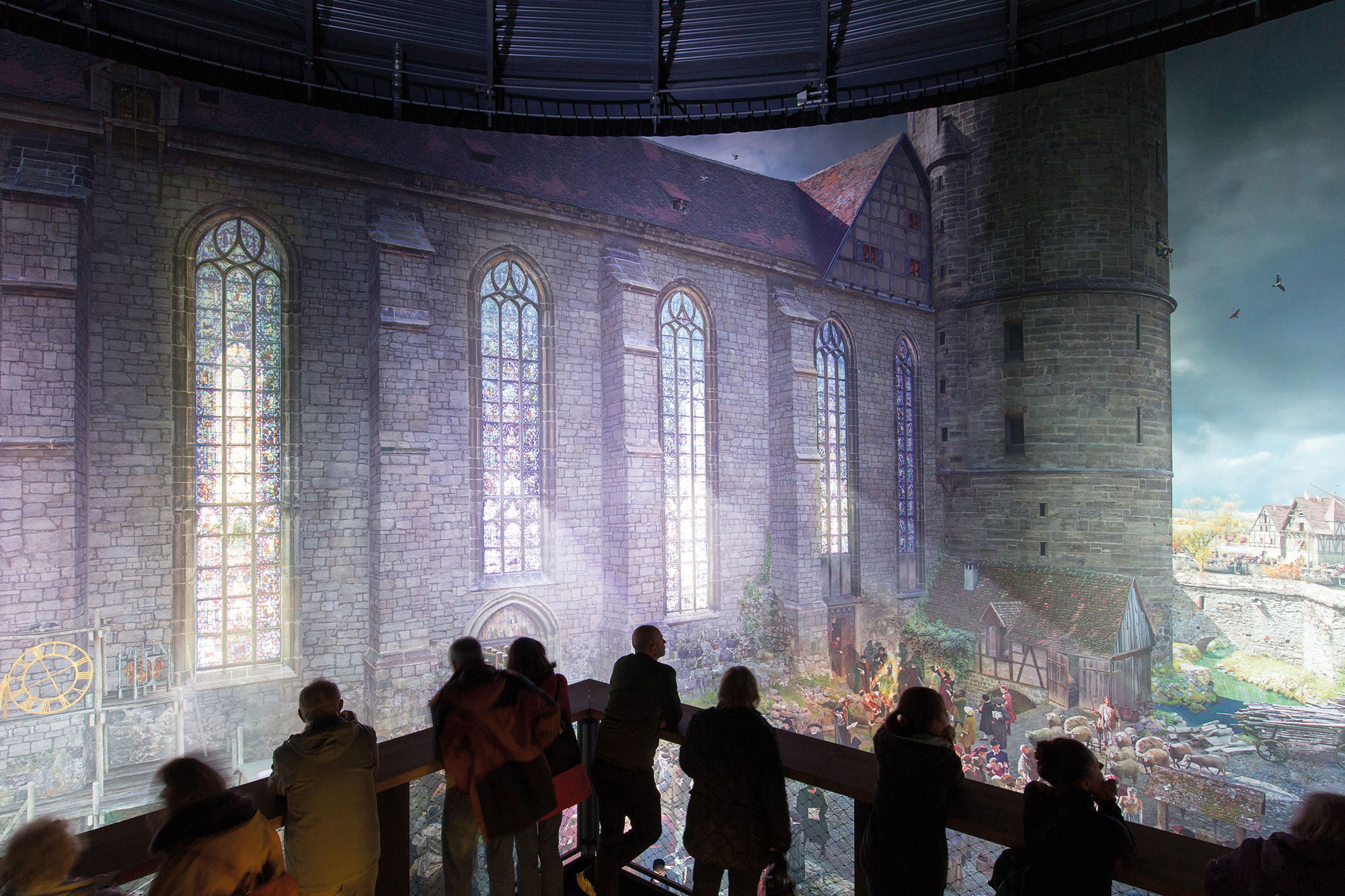
Luther Wittenbergje

A reformáció 500. évfordulóját ünneplő városban 2016. október 22-e óta tekinthető meg a Luther Márton korabeli Wittenberg panorámaképe. Nappal és éjszaka váltakozik, Luthert láthatjuk a vártemplom előtt beszélni az egybegyűltekhez, de a házában is – Asisi egyik célja volt a reformátor egyéniségének több oldalát is bemutatni, a prédikátort és a családapát is. A képen Luther számos híres kortársa, idősebb Lucas Cranach, Thomas Müntzer, Ernst von Wettin magdeburgi érsek, valamint Bölcs Frigyes választófejedelem is látható, feltűnik egy búcsúcédulaárus is, valamint megjelenik rajta August Schurff orvosprofesszor, Luther bizalmas jóbarátja, aki 1526-ban nagy feltűnést keltett azzal, hogy nyilvánosan felboncolt egy emberi fejet.
A panoráma az első nyolc hónapban 200 000 látogatót vonzott. A tervek szerint legalább öt éven át megtekinthető marad.
Titanic (2017)

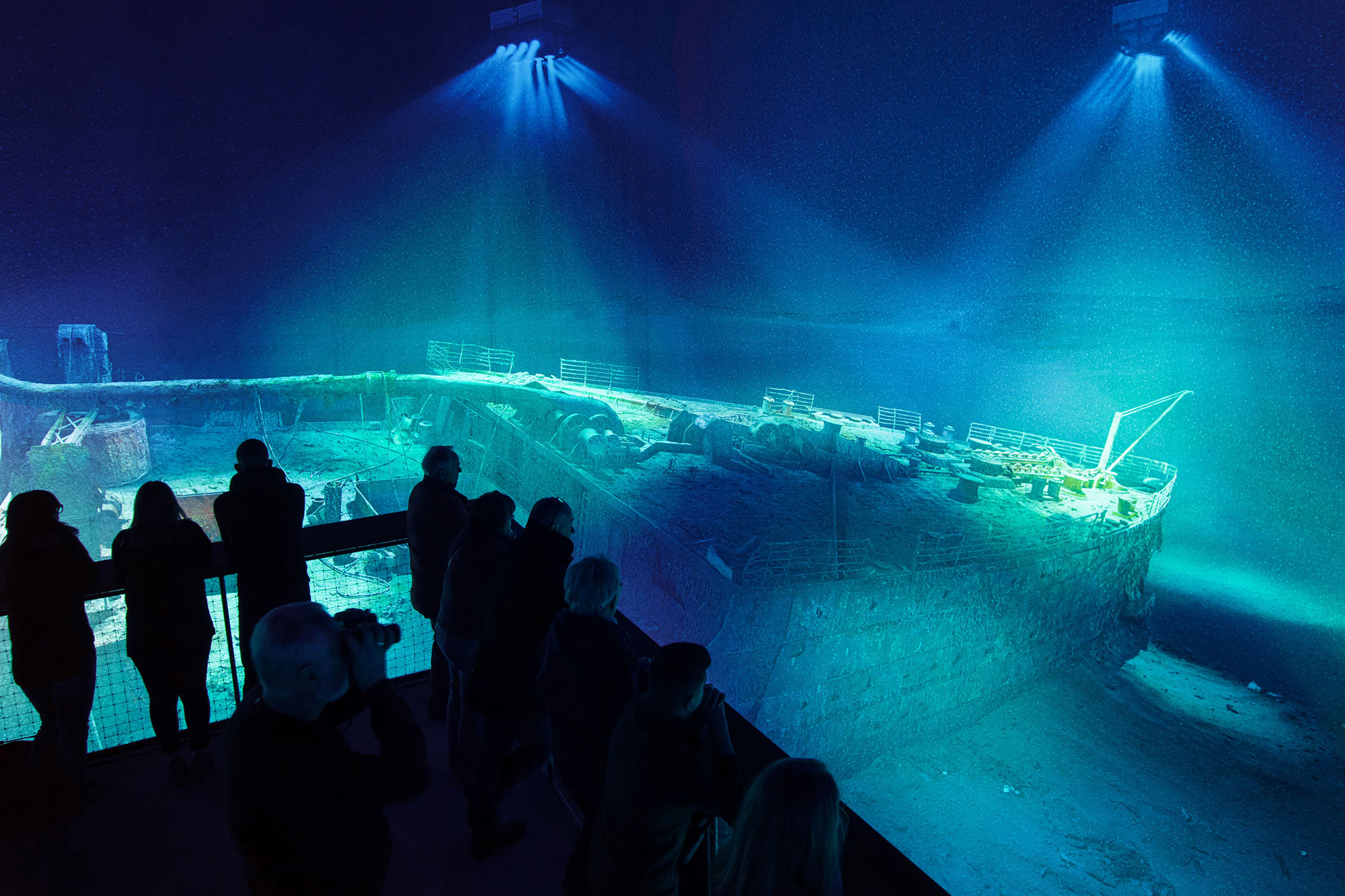
A Titanic

Az elsüllyedt Titanic panorámaképe Asisi második, tenger alatti világot ábrázoló panorámája, melyet az elsőhöz hasonlóan a lipcsei Panometer állít ki, 2017 januárjától. A látogató 3800 méteres mélységbe merülhet az Atlanti-óceán északi részén, egészen a hajóroncshoz, melyet szétszóródott poggyász és egyéb hétköznapi tárgyak vesznek körül. A kísérő kiállítás bemutatja a technológia fejlődését, amely a hajó megépítéséhez vezetett, de azt is, hogyan növekedett vele párhuzamosan az emberi önhittség, a hit abban, hogy a természet erői legyőzhetőek.
A panoráma 2017-ben elnyerte a Red Dot Design Awardot.
Carola kertje – Paradicsom a Földön (2019)
A Carolas Garten – Ein Paradies auf Erden 2019 januárjától tekinthető meg a lipcsei Panometerben, ahol a Titanic panorámát váltja. A panoráma újdonságnak számít abban, hogy makrofotók és mikroszkopikus felvételek segítségével egy kertet mutat be. A panorámához, amelyen egy méh szemszögéből látjuk a kertet, rengeteg felvétel készült virágokról és más növényekről, rovarokról, valamint egy üvegházról és komposzthalomról is; a látvány összetettségét az adja, hogy egyszerre ismerős és szokatlan. „Többről van szó, mint csak egy kertről. Egész nap körülvesz minket minden, ami jelentős, de már nem vesszük észre, nem látjuk, nem érezzük ezeket a dolgokat.” – mondta Asisi. Carola egy hozzá közel álló kollégája volt, aki már meghalt; a kertet a sógornőjével ültette. A munkálatok során Asisit a Bécsi Egyetem két biológusa segíti, akikkel már a Nagy-korallzátonyon és az Amazónián is dolgozott.
Monet katedrálisa (2020)
A Die Kathedrale von Monet 2020 júliusában Rouenban bemutatott panoráma, amely Claude Monet A roueni katedrális című festménysorozatán alapul. A panoráma először teljes egészében olajfestményként készült el, impresszionista stílusban, mielőtt felnagyítva kinyomtatták. A kísérőkiállítás a korszak művészeti vitáira összpontosít, valamint bemutatja a panoráma készítését.
New York 9/11 – Egy lélegzetvétellel a katasztrófa előtt (2021)
A szeptember 11-ei terrortámadásnak emléket állító New York 9/11 – Ein Atemzug vor der Katastrophe a támadás előtti utolsó percekben mutatja a várost a World Trade Center még álló épületeivel. Ez Asisi harmadik háborúellenes panorámája a Lipcse, 1813 és a Drezda, 1945 után. A panoráma a lipcsei Panometerben váltja Carola kertjét 2021. július 3-án.

## Kitüntetései
- 1989 Mies van der Rohe-díj
- 2015 Szász Becsületrend[14]
- 2019 A wittenbergi Lucas Cranach-díj különdíja[15]